# Álvaro Moerzinger
Álvaro Moerzinger (1 de diciembre de 1949, Montevideo) es un abogado, político y diplomático uruguayo. 

## Educación
Cursó sus estudios primarios y secundarios en la enseñanza pública del Uruguay. Obtuvo su título de doctor en Derecho y Ciencias Sociales en Facultad de Derecho de la Universidad de la República en el año 1975. Casado con Ana Luisa Trabal, tiene cuatro hijos: Álvaro, Gonzalo, Federico y Ana Inés.

## Cargos públicos
En el año 1976 ingresó por concurso público al Ministerio de Relaciones Exteriores como tercer secretario. Entre 1978 y 1982 fue delegado del Uruguay ante el GATT y representante de América Latina ante el Órgano de Vigilancia de los Textiles en el marco del acuerdo Multifibras. Fue vicepresidente de la Conferencia de la Revisión del Convenio de París (OMPI). Entre 1981 y 1984 fue negociador principal de acuerdos textiles celebrados por Uruguay con Canadá, la Unión Europea y Estados Unidos. Entre 1986 y 1991 fue cónsul general en Hong Kong y jefe de misión en el Reino de Tailandia.
En 1992 es designado como el primer director de la Secretaría Administrativa del Mercosur. En 1995 y 2000 ocupa el cargo de embajador alterno ante la OEA en Washington D. C. Entre 2001 y 2003 permanece como director general de Asuntos Políticos en el Ministerio de Relaciones Exteriores. A partir de agosto de 2003 es designado embajador del Uruguay en Canadá. A fines de 2008 vuelve a Uruguay, y a principios del 2009 es designado director del Instituto Artigas. En el 2011 es designado embajador uruguayo ante los Países Bajos, cargo que desempeña hasta 2017.
Cercano al Partido Nacional, colaboró con el equipo de asesores del candidato Luis Lacalle Pou de cara a las elecciones de 2019.